# German Goldenshteyn

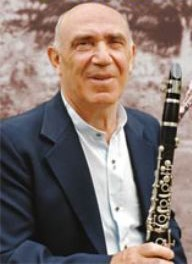
German Goldenshteyn

German Goldenshteyn (* 2. September 1934 in Otaci, Rumänien (heute Moldawien); † 10. Juni 2006 auf Long Island, New York City) war ein rumänisch-sowjetischer Klarinettist.

## Leben
Goldenshteyn stammt aus dem Schtetl Otaci im heutigen Moldawien. Als Holocaust-Waise lernte er nach dem Zweiten Weltkrieg Klarinette bei der Roten Armee, spielte in Militärkapellen. Später spielte Goldenshteyn mit seiner Band auf Hochzeiten und sammelte jüdische Lieder, die den meisten Osteuropäern nahezu unbekannt waren. 1994 reiste er in die USA aus. Er trat als Klarinettist auf und leitete Musikkurse. Seine letzte CD, "A Living Tradition", wurde beim 21. KlezKamp mit bekannten jungen Klezmorin aufgenommen. Kurze Zeit später starb Goldenshteyn 71-jährig beim Angeln auf Long Island an einem Herzinfarkt.

## Diskografie
- 2006: German Goldenshteyn: A Living Tradition